# Mycale confundata
Mycale confundata är en svampdjursart som först beskrevs av de Laubenfels 1954.  Mycale confundata ingår i släktet Mycale och familjen Mycalidae. Inga underarter finns listade i Catalogue of Life.